# Liste der UCI Women’s Continental Teams 2023

## Karriereende 2008. Aktualisieren und in Form bringen.
s

## Dariusz Batek
2016/2016

## Paulina Brzeźna
2015/2016

## Paweł Charucki
2015/2017

## Piotr Gawroński
2014/2014

## Mariusz Gil
2014/2021

## Michał Gołaś
2021/2021

## Adrian Honkisz
2017/2021

## Błażej Janiaczyk
2016/2016

## Sylwester Janiszewski
2020/2021

## Tomasz Kiendyś
2016/2016

## Sławomir Kohut
2014/2014

## Mateusz Komar
```
2018/2019
```

## Jarosław Kowalczyk
```
2014/2014
```

## Artur Król
```
2009/2011
```

## Jarosław Marycz
2017/???

## Piotr Mazur
2008/2011

## Jacek Morajko
2017/2018

## Anna Plichta
2020/2021

## Robert Radosz
2012/2014

## Jarosław Rębiewski
2014/2017

## Dariusz Rudnicki
2012/2012

## Marcin Sapa
2013/2013 Doping

## Kazimierz Stafiej
```
2007/2007
```

## Mateusz Taciak
```
2018/2020
```

## Adam Wadecki
2014/2014

## Marek Wesoły
2008/2008

## Mariusz Wiesiak
2013/2013

## Mariusz Witecki
```
2012/2016
```

## Cezary Zamana
```
2006/2006
```

## Piotr Zieliński (Radsportler)
2009/???

## Grzegorz Żołędziowski
Die Liste enthält die bei der UCI  registrierten UCI Women’s Continental Teams in der Saison 2023.
| Team-Name                                        | Land                         | UCI-Code |
| ------------------------------------------------ | ---------------------------- | -------- |
| AG Insurance-NXTG U23 Team                       | Belgien                      | AGN      |
| AG Insurance-Soudal Quick-Step Team              | Belgien                      | AGS      |
| ARA-Skip Capital                                 | Australien                   | ARA      |
| Arkéa Pro Cycling Team                           | Frankreich                   | ARK      |
| Aromitalia Basso Vaiano                          | Italien                      | VAI      |
| AWOL O’Shea                                      | Vereinigtes Königreich       | AWO      |
| Be Pink-Gold                                     | Italien                      | BPK      |
| Bizkaia-Durango                                  | Spanien                      | BDU      |
| Born To Win G20 Ambedo                           | Italien                      | BTW      |
| BTC City Ljubljana Scott                         | Slowenien                    | BCL      |
| Cantabria Deporte-Rio Miera Women's Cycling Team | Spanien                      | CDR      |
| Canyon SRAM Generation                           | Deutschland                  | CSG      |
| Ceratizit-WNT Pro Cycling Team                   | Deutschland                  | WNT      |
| China Liv Pro Cycling                            | Volksrepublik China          | GPC      |
| Clarus Merquimia Group - Strongman               | Kolumbien                    | CMS      |
| Cofidis Women Team                               | Frankreich                   | COF      |
| Colombia Pacto Por El Deporte - GW Shimano       | Kolumbien                    | CPD      |
| Cynisca Cycling                                  | Vereinigte Staaten           | CYN      |
| DAS-Handsling                                    | Vereinigtes Königreich       | DAS      |
| DNA Pro Cycling                                  | Vereinigte Staaten           | DNA      |
| Duolar-Chevalmeire                               | Belgien                      | DCH      |
| Eneicat-CMTeam-Seguros Deportivos                | Spanien                      | EIC      |
| Farto BCT Women's Cycling Team                   | Spanien                      | FBW      |
| Fenix-Deceuninck Development Team                | Belgien                      | FDD      |
| GB Junior Team Piemonte Pedale Castanese A.S.D.  | Italien                      | GBJ      |
| GT Krush Rebellease Pro Cycling                  | Niederlande                  | GKR      |
| Hebei Women Continental Team                     | Volksrepublik China          | HEC      |
| Hess Cycling Team                                | Vereinigtes Königreich       | HCT      |
| Instafund Racing                                 | Kanada                       | ILP      |
| Isolmant-Premac-Vittoria                         | Italien                      | SBT      |
| Israel Premier Tech-Roland Development           | Schweiz                      | COG      |
| Laboral Kutxa-Fundación Euskadi                  | Spanien                      | LKF      |
| Li Ning Star Ladies                              | Volksrepublik China          | LNL      |
| Lifeplus Wahoo                                   | Vereinigtes Königreich       | LPW      |
| Lotto Dstny Ladies                               | Belgien                      | LDL      |
| Massi Tactic Women’s Team                        | Spanien                      | MAT      |
| MAT Atom Deweloper Wrocław                       | Polen                        | MAW      |
| Maxx-Solar Rose Women Racing                     | Deutschland                  | MXR      |
| Parkhotel Valkenburg                             | Niederlande                  | PHV      |
| Primeau Vélo Racing Team                         | Kanada                       | PVR      |
| Proximus-Alphamotorhomes-Doltcini CT             | Belgien                      | PRO      |
| Roxo Racing                                      | Vereinigte Staaten           | ROX      |
| Soltec Team                                      | Spanien                      | STC      |
| Sopela Women’s Team                              | Spanien                      | SWI      |
| St Michel-Mavic-Auber 93                         | Belgien                      | AUB      |
| Stade Rochelais Charente-Maritime Women          | Frankreich                   | SRC      |
| Tashkent City Women Professional Cycling Team    | Usbekistan                   | TCW      |
| Team BridgeLane                                  | Australien                   | TBL      |
| Team Coop-Hitec Products                         | Norwegen                     | HPU      |
| Team Dukla Praha                                 | Tschechien                   | TDP      |
| Team Grand Est Komugi La Fabrique                | Frankreich                   | GEK      |
| Team Groupe Abadie                               | Frankreich                   | TGA      |
| Team Mendelspeck                                 | Italien                      | MDS      |
| Thailand Women's Cycling Team                    | Thailand                     | TWC      |
| Top Girls Fassa Bortolo                          | Italien                      | TOP      |
| Torelli                                          | Irland                       | TOR      |
| UAE Development Team                             | Vereinigte Arabische Emirate | UDT      |
| Virginia's Blue Ridge-Twenty24                   | Vereinigte Staaten           | T24      |
| WCC Team                                         | –––                          | WCC      |